# Titanosauroïdeus
Els titanosauroïdeus (Titanosauroidea) constitueixen un grup de dinosaures sauròpodes que van viure des del Juràssic inferior fins al Cretaci superior.

## Taxonomia
La taxonomia a nivell de famílies segueix les definicions proposades per Paul Sereno l'any 2005.
- Superfamília Titanosauroidea
  - Clade Titanosauria
    - Uberabatitan[1]
    - Família Andesauridae
      - Andesaurus (Argentina)
      -  ? Ruyangosaurus (Xina)

    - Família Titanosauridae (disused, =Clade Lithostrotia)
      - Ampelosaurus (França)
      - Argentinosaurus (Argentina)
      - Austrosaurus (Austràlia)
      - Chubutisaurus (Argentina)
      - Epachthosaurus (Argentina)
      - Futalognkosaurus (Argentina)
      - Ligabuesaurus (Argentina)
      - Lirainosaurus (Espanya)
      - Phuwiangosaurus (Tailàndia)
      - Tangvayosaurus (Laos)
      - Família Antarctosauridae
        - Antarctosaurus (Argentina)

      - Família Nemegtosauridae
        - Bonitasaura (Argentina)
        - Magyarosaurus (Romania)
        - Malawisaurus (Malawi)
        - Nemegtosaurus (Mongòlia)
        - Rapetosaurus (Madagascar)
        - Trigonosaurus (Brasil)

      - Família Saltasauridae
        - Argyrosaurus (Argentina)
        - Bonatitan (Argentina)
        - Iuticosaurus (Regne Unit)
        - Lirainosaurus (Espanya)
        - Maxakalisaurus (Brazil)
        - Pellegrinisaurus (Argentina)
        - Quaesitosaurus (Mongòlia)
        - Rinconsaurus (Argentina)
        - Sonidosaurus (Xina)
        - Subfamilia Opisthocoelicaudiinae
          - Alamosaurus (EUA)
          - Borealosaurus (Xina)
          - Huabeisaurus? (Xina)
          - Isisaurus (Índia)
          - Opisthocoelicaudia (Mongòlia)

        - Subfamília Saltasaurinae
          - Neuquensaurus (Argentina)
          - Saltasaurus (Argentina, Uruguai)
          - Tribu Aeolosaurini
            - Aeolosaurus (Argentina)
            - Gondwanatitan (Brasil)
            - Rocasaurus (Argentina)

    - Emplaçament incert (incertae sedis)
      - Adamantisaurus (Brasil)
      - Aegyptosaurus (Egipte, Níger)
      - Amargatitanis (Argentina)
      - Baurutitan (Brasil)
      - Bruhathkayosaurus (Índia)
      - Gobititan (Xina)
      - Hypselosaurus (Romania)
      - Jainosaurus (Índia)
      - Jiangshanosaurus (Xina)
      - Karongasaurus (Malawi)
      - Laplatasaurus (Argentina, Uruguai)
      - Mendozasaurus (Argentina)
      - Paralititan (Egipte)
      - Puertasaurus (Argentina)
      - Titanosaurus (Índia)
      - Venenosaurus (EUA)
      - Wintonotitan, sobrenom Clancy (Austràlia)
      - Diamantinasaurus, sobrenom Matilda (Austràlia)